# Стельмахович Мирослав Гнатович
Миросла́в Гна́тович Стельмахо́вич (25 червня 1934, с. Уличне Дрогобицький район, Львівська область — †23 квітня 1998 Коломия) — укрїнський вчений , доктор педагогічних наук, професор, дійсний член АНП України.
Мирославу Гнатовичу Стельмаховичу належить визначна роль у глибинному дослідженні української етнопедагогіки та традиційного родинного виховання. Вченим, починаючи з 1988 року, започатковано рух за відродження й розвиток автентичної української педагогіки й шкільництва на засадах національної педагогічної культури рідного народу, започатковано вивчення українського народознавства в школі.

## Життєпис
Доля кожної людини, кажуть, визначена Богом ще до її народження. Одному вона стелиться широким світлим шляхом, іншому готує важкі життєві випробовування все життя в боротьбі із нею. Але, можливо, саме тому ті другі, гартовані в двобої з долею, досягають світлих вершин, про які перші лиш мріють. Саме такою, тернистою, але водночас цікавою і захоплюючою, склалася життєва дорога Мирослава Гнатовича Стельмаховича.
В 1934 році в Прикарпатському с. Уличне в сім'ї Гната Стельмаховича народився первісток син Мирослав. можливо, батько бачив у ньому майбутнього ґазду-господаря, який замінить колись його за звичаєм, як старший в родині. Та Боже провидіння дарувало йому інший талант, визнання якого прийшло до Мирослава Гнатовича через довгі рокисиріцтва, важкої фізичної та розумової праці.
Батько в 1939 році пішов на війну, з якої так і не повернувся — загинув у німецькому полоні, через рік не стало й матері. Мирослав разом з молодшим братом Богданом залишається на вихованні стрика Олексія та маминої родички, які побралия, щоб замінити їм батька і матір. Через довгі роки Мирослав Гнатович зберіг найтепліші почуття до своєї але особливо другої «мами». Наступні роки, вертаючись в рідне село, ніколи не промине порога її хати, щоб зайвий раз засвідчити їй свою лобов і повагу.
Ще дитиною, згадують однолітки, однокласники Мирослава, який вирізнявся з-поміж них своєю буйною фантазією, придумати нову гру, чудовим даром захопити всіх цікавою розповіддю, писати прекрасні твори, висловлюючи власні думки і погляди.
Вже будучи школярем, вдруге після свого сирітства йому прийшлося зіткнутися із «злою долею» — поплатитися за своє «вільнодумство» у випускному екзаменаційному творі «срібною медаллю». Але мрія — стати вчителем, нести своїм вихованцям «гарне, пречудове українське слово» не полишала Мирослава. В 1953 р. він вступає до Дрогобицького вчительського інституту, який закінчив з відзнакою.
Де б не працював Мирослав Гнатович — чи у Турківському районі, чи на Івано-Франківщині, чи то вчителем української мови та літератури, чи директором школи, чи інспектором райво, а чи за сумісництвом в бібліотеці, він віддається «справі свого життя до останку». Маючи великий досвід, як вчитель-практик, в цей час він багато працює над проблемами української мови, над виробленням практичних рекомендацій по роботі над розвитком мовлення, збирає багатий мовний матеріал. Для використання його на уроках української мови видає посібники з української мови, які звичайно добре знайомі українським філологам — «Збірник вправ з української мови для 4 кл» та «Розвиток писемного мовлення учнів».
Його зусилля не залишаються непоміченими і наприкінці 60-х років. Мирослав Гнатович Стельмахович закінчує аспірантуру в Києві, і починає працювати в Івано-Франківському педагогічному інституті. Правда тут не обійшлось без примх долі — проблеми української мови, які він обрав для дисертації, не знаходили в цей час підтримки, коли рідна мова в «рідній школі» стала пасербицею. Тоді ж Мирослав Гнатович звертається до народної педагогіки, з її чистих джерел черпає творче натхнення і «запал живої думки», для великої кількості статей в журналі: «Українська мова і література в школі», «Рідна школа», «Народна творчість та етнографія», посібниках з «Українознавства».
Головною працею його життя стала книга «Народна педагогіка» (1985), де він широко використовуючи різноманітний матеріал українського фольклору, етнографії, надбання передової думки, повсякденної практики родинного виховання в українських сім'ях, розкриває сутність народної педагогіки, її ідеали, традиції, зв'язок з історією і культурою. Ця праця вже давно стала «класичним посібником» для вчительства і зокрема пед. колективу Уличненської СЗШ у вихованні учнів на найкращих традиціях української культури. Відбувається і взаємне збагачення Мирослава Гнатовича в багатьох працях звертається до практичного досвіду вчителів цієї школи. Благодатні для українського відродження 90-ті роки принесли визнання таланту і невтомній праці Мирославу Гнатовичу. Йому присвоєно звання академіка. В той час він декан педагогічного факультету Івано-Франківського університету ім. В. Стефаника. Та рідний отчий край Прикарпаття манить його до себе, тут його коріння, тут його спогади, його надія, тут те життєдайне джерело, яке дає йому духовну наснагу.
В квітні 1998 р. перестало битися серце Мирослава Гнатовича Стельмаховича.
Його ім'ям названо одну з вулиць м. Івано-Франківська.

## Життєві віхи
1934 р. 25 червня — народився в с. Уличне, Дрогобицького району, Львівської області.
1943 р. — смерть батька, 1948 р. — матері.
1941–1952 р. — навчання в Уличненській спочатку семирічній, а потім середній школі.
1953–1957 р. — студент українського відділу філологічного факультету Дрогобицького державного педагогічного інституту ім. Івана Франка (закінчив з відзнакою).
1957–1960 рр. — інспектор шкіл Турківського району Львівської області.
1960–1967 рр. — робота на посадах заступника директора Великокам'янської № 1, директора Жуківської, Великоключівської шкіл Коломийського району Івано-Франківської області.
1968–1969 рр. — навчання в річній стаціонарній аспірантурі Науково-дослідного інституту педагогіки (Київ)
1969–1970 рр. — асистент кафедри педагогіки і психології Івано-Франківського державного педагогічного інституту ім. Василя Стефаника.
1970 р. — захист кандидатської дисертації «Розвиток усного мовлення учнів при вивченні фонетики й морфології у середній школі».
1970–1971 рр. — старший викладач кафедри педагогіки і психології Івано-Франківського державного педагогічного інституту ім. Василя Стефаника.
1971–1973 рр. — доцент кафедри педагогіки і психології Івано-Франківського державного педагогічного інституту ім. Василя Стефаника.
1971–1973 рр. — декан факультету підготовки вчителів початкових класів Івано-Франківського державного педагогічного інституту ім. Василя Стефаника; член вченої ради інституту.
1973–1985 рр. — завідувач кафедри педагогіки початкового навчання Івано-Франківського державного педагогічного інституту ім. Василя Стефаника.
1985–1997 рр. — декан педагогічного факультету Івано-Франківського державного педагогічного інституту ім. Василя Стефаника (з вересня 199 р. — Прикарпатський університет).
1988 р. — обраний на посаду професора кафедри педагогіки і методики початкового навчання Івано-Франківського державного педагогічного інституту ім. Василя Стефаника.
1989–1997 рр. — очолював наукову творчу групу, яка розробила надбюджетні теми Міністерства освіти України «Народознавство в школі» та «Українознавство у професійно-технічному училищі».
1990 р. — захист докторської дисертації «Традиції і тенденції розвитку родинної етнопедагогіки українського народу».
1992 р. — участь у роботі Першого з'їзду педагогічних працівників України як науковий керівник секції «Національна система виховання».
1993–1996 рр. — завідувач кафедри українознавства Прикарпатського університету ім. Василя Стефаника.
1993 р. — провідний співробітник (за сумісництвом) Науково-методичного центру «Українська етнопедагогіка і народознавство» АПН України при Прикарпатському університеті ім. Василя Стефаника.
1994 р. — голова спеціалізованої Вченої ради к.13.00.01 Прикарпатського університету ім. В. Стефаника за спеціальністю «Теорія та історія педагогіки».
1995 р. — член атестаційної комісії Міністерства освіти, яка проводила ліцензування освітньої діяльності Дрогобицького державного педагогічного інституту.
1997 р. — переїзд на постійне місце проживання в м. Коломию Івано-Франківської області; заснування кафедри педагогіки, педагогічна та наукова праця в Коломийському індустріально-педагогічному технікумі.
23 квітня 1998 року — помер. Похований в с. Уличне, Дрогобицького району, Львівської області.

## Звання, нагороди, відзнаки
1963 р. — нагороджений грамотою Міністерства народної освіти України.
1967 р. — нагороджений грамотою Міністерства народної освіти України.
1971 р. — отримав диплом кандидата педагогічних наук.
1973 р. — присвоєння вченого звання доцента кафедри педагогіки і психології.
1980 р. — Міністерством освіти України нагороджений знаком «Відмінник народної освіти».
1985 р. — нагороджений урядовою медаллю «Ветеран праці».
1990 р. — нагороджений медаллю А. С. Макаренка.
1991 р. — нагороджений урядовою срібною медаллю головного комітету Виставки досягнень народного господарства.
1991 р. — отримав наукового ступеня та диплом доктора педагогічних наук.
1992 р. — вчене звання професора кафедри педагогіки і методики початкового навчання Івано-Франківського державного педагогічного інституту ім. Василя Стефаника.
1992 р. — обраний дійсним членом (академіком) Академії педагогічних наук України.
1993 р. — член редакційної колегії «Вісника Академії педагогічних наук України».
1994 р. — почесний член Товариства української мови «Просвіта» ім. Тараса Шевченка.
1994–1996 рр. — двічі отримав нагороди з міжнародного фонду «Відродження» за програмою «Трансформація гуманітарної освіти в Україні».
1995 року — член Всеукраїнського педагогічного товариства ім. Григорія Ващенка.
1996 р. — нагороджений другою премією Президії АПН України за наукові праці, опубліковані у 1995 р.

## Основні наукові та публіцистичні праці
- Методика викладання народознавства в школі: Посібник для вчителів, студентів і викладачів педагогічних інститутів та університетів (У співпр.) — Івано-Франківськ, 1995
- Збірник вправ і завдань з української мови 4-8 класів. — К.:Рад. школа, 1969
- Українське народознавство. — Івано-Франківськ, 1994
- Українська народна педагогіка. Навчально-методичний посібник. — К.:ІЗМН, 1996
- Українська родина. — К.: Корисні поради, 1995
- Українознавство в національній школі: Посібник для вчителів (У співпр.)- Івано-Франківськ, 1995
- Методичні рекомендації про використання української етнопедагогіки в педагогічній пропаганді серед батьків. — Івано-Франківськ, 1990
- Народне дитинознавство. — К.: Знання України, 1991. — 48 с.
- Українська етнопедагогіка. — К., 1993, — 48 с.
- Українське родинознавство. — Івано-Франківськ, 1994, — 54 с.
- Стельмахович М. Г., Скульський Р. П. Методика викладання народознавства в школі. — Івано-Франківськ, 1995, — 155 с.
- Теорія і практика українського національного виховання: Посібник для вчителів початкових класів та студентів педагогічних факультетів. — Івано-Франківськ: Лілея НВ, 1996. — 180 с.
- Збірник вправ і завдань з української мови для 4—8 класів. 2-ге вид., перероб. і доп. К., 1982.
- Народна педагогіка. К., 1985.
- Народна дидактика. К., 1985.
- Українське родинознавство. Івано-Франківськ, 1994.
- Педагогічні умови ефективного використання українознавства в системі родинного виховання // Українське народознавство і проблеми національного виховання школярів. Івано-Франківськ, 1995.
- Теорія і практика українського національного виховання: Посіб. для вчителя. Івано-Франківськ, 1996.
- Українська народна педагогіка: Навч.-метод, посіб. К., 1997.
- Сучасні проблеми національного виховання студентської молоді // Проблеми освіти: Наук.-метод, зб. К., 1997. Вип. 7.
- На шляху до нового педагогічного мислення // Вертикаль. 1997. № 4.
- Навчальним закладам нового типу українську педагогічну науку // Підготовка педагогічних кадрів і діяльність навчальних закладів нового типу в системі національної освіти: Досвід і перспективи розвитку. Ч.1. Чернівці, 1998.
- Незалежній Україні — автентичну українську педагогіку // Вісн. Прикарпат. ун-ту: Педагогіка. Івано-Франківськ, 1998. Вип. 1.
- Мудрість народної педагогіки. — К.: Знання, 1971. — 48с.

## Вчені про вченого
Педагогічна творчість Мирослава Стельмаховича багатогранна і дуже багата. Він увійшов в історію української педагогічної думкияк видатний дослідник народної педагогіки, українського шкільництва, закономірностей і принципів національного виховання, шедеврів української фамілістики.
Луцик Дмитро
Без перебільшення можна сказати, що М. Стельмаховичу були притаманні європейська глибокодумність, високість педагогічного злету, український патріотизм, енергетика державотворення. Його праці відзначаються національною ідейністю, глибиною висвітлювальної проблематики, українознавчою енциклопедичністю. Василь Каюков